# Петрова, Екатерина Денисовна
Екатери́на Дени́совна Петро́ва (30 августа 1993, Екатеринбург) — российская каноистка, выступает за сборную России с 2010 года. Серебряная призёрша чемпионата мира, многократная победительница национальных и молодёжных регат. На соревнованиях представляет Московскую область, мастер спорта международного класса.

## Биография
Екатерина Петрова родилась 30 августа 1993 года в Екатеринбурге. Заниматься греблей начала по примеру родственников: отец, мать и дед в своё время тоже были гребцами. Проходила подготовку в специализированной детско-юношеской спортивной школе олимпийского резерва города Бронницы, тренировалась у таких специалистов как И. Я. Костюченко, Е. С.
Воронкова, Д. В. Петров.
Первого серьёзного успеха добилась в 2010 году, когда впервые попала в основной состав взрослой российской национальной сборной и побывала на чемпионате мира в польской Познани, откуда привезла награду серебряного достоинства, выигранную вместе с Марией Казаковой в зачёте каноэ-двоек на дистанции 500 метров. Год спустя взяла золото и серебро на молодёжном первенстве Европы в хорватском Загребе, в одиночках на двухстах метрах и в двойках на пятистах соответственно. Позже в тех же дисциплинах повторила этот результат на молодёжном чемпионате мира в немецком Бранденбурге.
В 2013 году Петрова принимала участие в международной регате Nelo Winter Challenge, где завоевала бронзовую медаль в заезде на 2000 метров и золотую на 200 метров. На молодёжном чемпионате мира 2014 года в венгерском Сегеде была пятой в гонке двухместных экипажей на полукилометровой дистанции. Имеет звание мастера спорта России международного класса.